# Пишот-и-Жиронес, Рамон

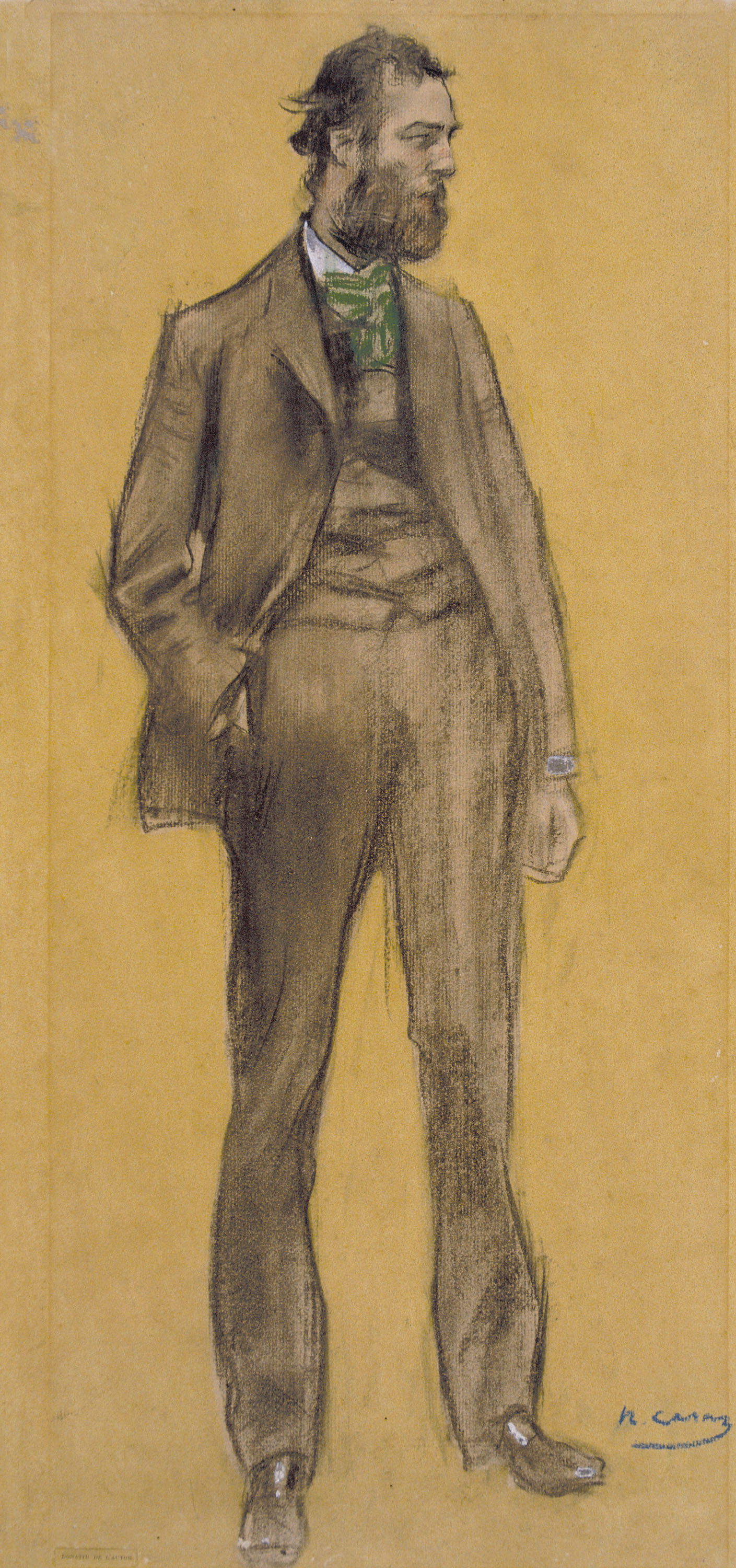
Рамон Пишот. Портрет работы Рамона Касас-и-Карбо

Рамон Пишот-и-Рамонес, (кат. Ramon Pichot i Gironès, 9 августа 1871, Барселона — 1 марта 1925, Париж) — каталонский художник, писавший свои полотна сперва в импрессионистской манере, а затем в стиле модерн.

## Жизнь и творчество
Был вплоть до 1896 года членом каталонской группы художников «Сафра», основанной в 1893 году в Барселоне живописцем Исидре Нонелем. Первая персональная выставка прошла в Барселоне же в 1894 году, немного позднее выставляется в галерее Sala Parés вместе с художником Рамоном Касас-и-Карбо. Им следует успешная экспозиция работ Пишота в «художественном кафе» У четырёх котов (Els Quatre Gats), где собиралась творческая молодёжь столицы Каталонии, затем — в Мадриде, где выставляются в том числе дорожные зарисовки художника. Неоднократно проходили выставки работ Пишота и в Париже, в основном полотен и графики, посвящённой Испании, что тогда было модной темой во Франции. 
Приехав в Париж вместе со своим другом Пабло Пикассо в 1900 году, Пишот выставляет свои произведения вместе с ним в 1902 году в галерее Берты Вайль, затем — на выставках Общества Независимых и в Осеннем салоне. В 1906 году Пишот вступает в брак с моделью Лаурой Гаргальо (в замужестве — Жерман Пишот), из-за которой в 1901 году совершил самоубийство друг Пикассо, художник Карлос Касагемас. Супруги живут в доме La Maison Rose на Монмартре. Здесь находилось ателье художника, а на первом этаже Жермен содержала небольшое бистро. Поблизости, на Бато-Лавуар, была и мастерская Пикассо. После Первой мировой войны Пишот уезжает в Испанию, однако время от времени приезжает в Париж. Здесь он покупает редкие книги, так как за годы жизни во Франции стал коллекционером-библиофилом. Во время одной из таких поездок в Париж художник в 1925 году скончался. 
Пишот известен также как один из учителей тогда ещё юного Сальвадора Дали. Десятилетний Дали познакомился с Пишотом в Кадакесе; здесь у семьи Пишот была загородняя вилла. 
Пикассо был потрясён известием о смерти своего друга. В своей картине Les Trois Danseuses (Три танцовщицы), которую как раз в это время писал, он изображает символический образ друга, обозначил его тёмной фигурой рядом с танцовщицей, которую представляет Жерман. Покойный Касагемас в середине композиции в положении распятого. Позднее Пикассо считал, что картина, собственно, должна была носить название «Смерть Пишота».
Среди других направлений художественной деятельности Рамона Пишота следует указать на иллюстрирование литературы (например, книги Сантьяго Русиньоля Fulls de la Vida, вышедшей в 1898 году).

## Галерея

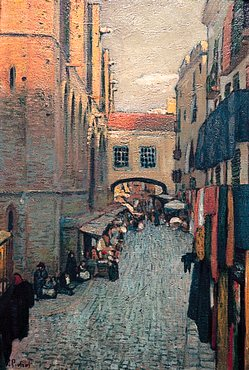
Улица Санта-Мария
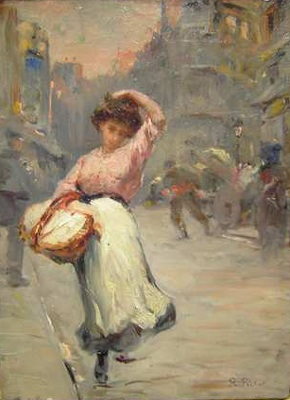
Без названия, ок. 1900
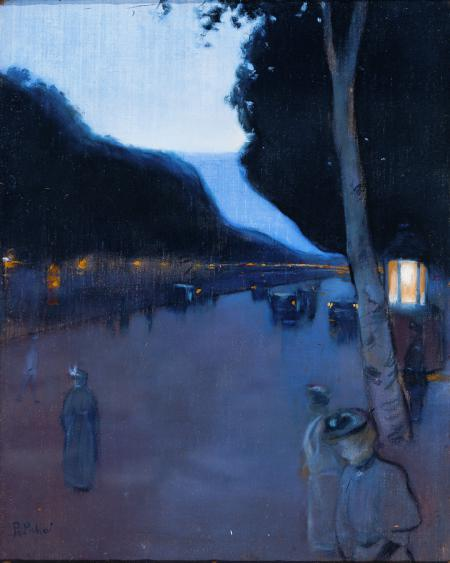
Парижский бульвар
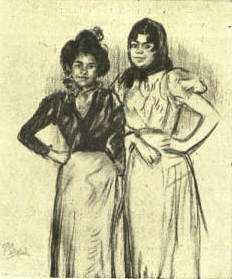
Две женщины
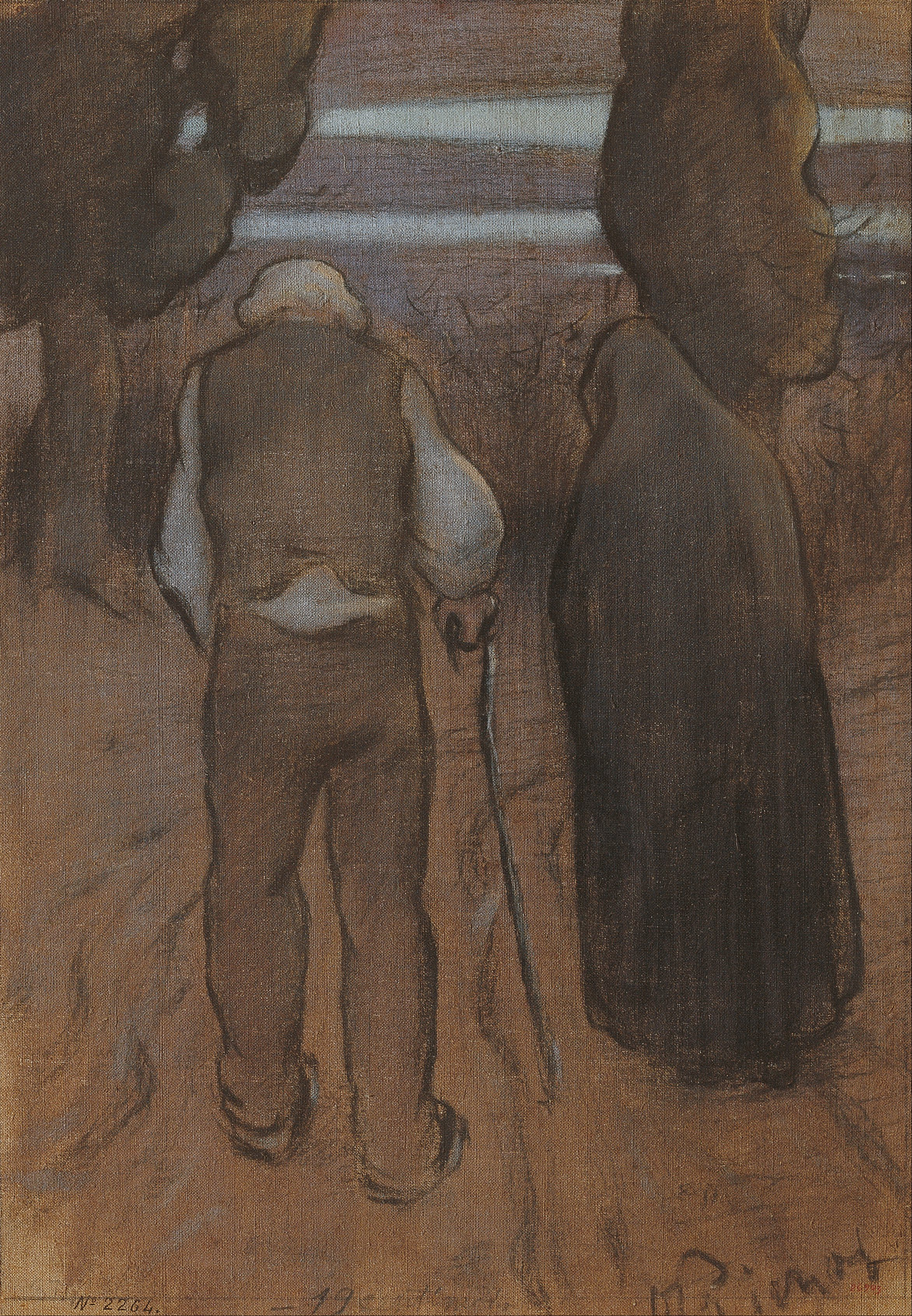
Сумерки
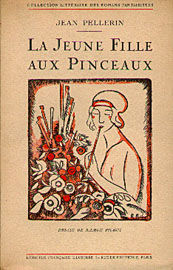
Из книжных иллюстраций художника